# Lední hokej na Zimních olympijských hrách 2010
Hokejové soutěže mužů a žen na Zimních olympijských hrách ve Vancouveru se konaly ve dnech 13. až 28. února 2010. O dvě sady medailí se hrálo v halách Canada Hockey Place a UBC Winter Sports Centre. Turnaje se zúčastnilo 12 mužských a 8 ženských týmů. Počtvrté v historii se turnaje zúčastnili také hráči NHL, jejíž průběh byl v době konání olympiády přerušen.

## Medailové pořadí zemí
| Pořadí | Země                         | Zlato | Stříbro | Bronz | Celkově |
| ------ | ---------------------------- | ----- | ------- | ----- | ------- |
| 1.     | Kanada (CAN)                 | 2     | 0       | 0     | 2       |
| 2.     | Spojené státy americké (USA) | 0     | 2       | 0     | 2       |
| 3.     | Finsko (FIN)                 | 0     | 0       | 2     | 2       |
|        | Celkem                       | 2     | 2       | 2     | 6       |

## Medailisté
| Disciplína  | Zlato | Stříbro | Bronz |
| ----------- | --- | --- | --- |
| turnaj muži | Kanada (CAN) · Patrice Bergeron · Dan Boyle · Martin Brodeur · Sidney Crosby · Drew Doughty · Marc-André Fleury · Ryan Getzlaf · Dany Heatley · Jarome Iginla · Duncan Keith · Roberto Luongo · Patrick Marleau · Brenden Morrow · Rick Nash · Scott Niedermayer · Corey Perry · Chris Pronger · Mike Richards · Brent Seabrook · Eric Staal · Joe Thornton · Jonathan Toews · Shea Weber                                                                             | Spojené státy americké (USA) · David Backes · Dustin Brown · Ryan Callahan · Chris Drury · Tim Gleason · Erik Johnson · Jack Johnson · Patrick Kane · Ryan Kesler · Phil Kessel · Jamie Langenbrunner · Ryan Malone · Ryan Miller · Brooks Orpik · Zach Parise · Joe Pavelski · Jonathan Quick · Brian Rafalski · Bobby Ryan · Paul Stastny · Ryan Suter · Tim Thomas · Ryan Whitney                                                                           | Finsko (FIN) · Niklas Bäckström · Valtteri Filppula · Niklas Hagman · Jarkko Immonen · Olli Jokinen · Niko Kapanen · Miikka Kiprusoff · Mikko Koivu · Saku Koivu · Lasse Kukkonen · Jere Lehtinen · Sami Lepistö · Toni Lydman · Antti Miettinen · Antero Niittymäki · Janne Niskala · Ville Peltonen · Joni Pitkänen · Jarkko Ruutu · Tuomo Ruutu · Sami Salo · Teemu Selänne · Kimmo Timonen                                               |
| turnaj ženy | Kanada (CAN) · Meghan Agostaová · Gillian Appsová · Tessa Bonhommeová · Jennifer Botterillová · Jayna Heffordová · Haley Irwinová · Rebecca Johnstonová · Becky Kellarová · Gina Kingsburyová · Charline Labontéová · Carla MacLeodová · Meaghan Mikkelsonová · Caroline Ouelletteová · Cherie Piperová · Marie-Philip Poulinová · Colleen Sostoricsová · Kim St-Pierreová · Shannon Szabadosová · Sarah Vaillancourtová · Catherine Wardová · Hayley Wickenheiserová | Spojené státy americké (USA) · Kacey Bellamyová · Caitlin Cahowová · Natalie Darwitzová · Meghan Dugganová · Molly Engstromová · Lisa Chessonová · Julie Chuová · Hilary Knightová · Jocelyne Lamoureuxová · Monique Lamoureuxová · Erika Lawlerová · Gisele Marvinová · Brianne McLaughlinová · Jenny Potterová · Angela Ruggieroová · Molly Schausová · Kelli Stacková · Karen Thatcherová · Jessie Vetterová · Kerry Weilandová · Jinelle Zaugg-Siergiejová | Finsko (FIN) · Jenni Hiirikoskiová · Anne Helinová · Venla Hoviová · Michelle Karvinenová · Mira Kuismaová · Emma Laaksonenová · Rosa Lindstedtová · Terhi Mertanenová · Heidi Pelttariová · Mariia Posaová · Annina Rajahuhtová · Karoliina Rantamäkiová · Noora Rätyová · Mari Saarinenová · Saija Sirviöová · Nina Tikkinenová · Minnamari Tuominenová · Saara Tuominenová · Anna Vanhataloová · Linda Välimäkiová · Marjo Voutilainenová |

## Muži
Vítězem mužského turnaje se stal tým Kanady, stříbrnou medaili získalo mužstvo USA a na třetím místě se umístila finská reprezentace.

## Ženy
Vítězem ženského turnaje se stal tým Kanady, stříbrnou medaili získalo družstvo USA a na třetím místě se umístila finská reprezentace.